# 사탐 알수카미
사탐 무함마드 아벨 라흐만 알수카미(아랍어: سطَّام مُحَمَّدُ عَبْدِ اَلرَّحْمَـٰن السُّقامي, Saṭām Muḥammad ʿAbd ar-Raḥmān as-Suqāmī. 1976년 6월 28일 ~ 2001년 9월 11일)은 사우디아라비아의 법학생이자 9.11 테러 당시 아메리칸 항공 11편을 하이재킹한 사람 중 한명이다.
알수카미는 리야드의 왕립 사우드 대학에서 법학을 졸업했으나, 마제드 모케드를 통해 알카에다에 들어갔다. 2001년 4월에는 미국으로 입국했으며 2001년 9월 11일 아메리칸 항공 11편을 하이재킹한 후 세계 무역 센터에 충돌하면서 사망했다.